# Membre de Saint-Aubin
 (signalé en mai 2025).
Si vous disposez d'ouvrages ou d'articles de référence ou si vous connaissez des sites web de qualité traitant du thème abordé ici, merci de compléter l'article en donnant les références utiles à sa vérifiabilité et en les liant à la section « Notes et références ».
- Archive Wikiwix
- Bing
- Cairn
- DuckDuckGo
- E. Universalis
- Gallica
- Google
- G. Books
- G. News
- G. Scholar
- Persée
- Qwant
- (zh) Baidu
- (ru) Yandex
- (wd) trouver des œuvres sur Wikidata

Le membre de Saint-Aubin  résulte du don fait, en 1299, par Jean d'Issy et de tout ce qui en dépendait aux Hospitaliers de l'ordre de Saint-Jean de Jérusalem. Cette seigneurie devient alors une dépendance du prieuré hospitalier de Saint-Jean de Latran puis de la Commanderie d'Omerville ou maison de l'hôpital de Louviers (domus Hospitalis de Loveriis).